# Nowe Hebrydy (kondominium)
Nowe Hebrydy – angielsko-francuskie kondominium istniejące w latach 1906–1980 położone w archipelagu wysp o tej samej nazwie. Obecnie niepodległe państwo Vanuatu.

## Historia
Wyspy zostały odkryte w 1606 roku przez portugalskiego żeglarza Pedro Fernandeza de Quirósa. W 1774 roku zostały przebadane przez Jamesa Cooka, który nadał im nazwę Nowych Hebrydów. Od roku 1870 na wyspy napływali kolonizatorzy angielscy i francuscy.